# Златна зора
 Тази статия е за гръцката националистическа партия.  За английския тайнствен орден вижте Златната Зора.  
Златна зора (на гръцки: Χρυσή Αυγή, Хриси Авги) е националистическа политическа партия в Гърция с председател Николаос Михалолиакос. Партията се противопоставя на имиграцията, марксизма, глобализацията и мултикултурализма.

## История
Златна зора е създадена през 1980 година от осъждания неонацист Николаос Михалолиакос, по поръчка на един от водачите на военната хунта от 1967-1974, затворника полковник Георгиос Пападопулос.
Партията поддържа тесни връзки с други подобни формации в Европа. Близки контакти организацията поддържа със сръбските националисти. Златна зора се застъпва за сръбско Косово както и за Велика Сърбия, която би се явила като естествен съюзник и Велика Гърция. За това Златна зора следва много крайна политика срещу Република Македония и Албания, според която Сърбия и Гърция трябва да имат обща граница за сметка (на съществуването) на тези две държави.

## Участие в Избори
| Година           | Тип избори    | Гласове | %               | Спечелени места от общия брой | +/- | Бележки |
| ---------------- | ------------- | ------- | --------------- | ----------------------------- | --- | ------- |
| 1996             | парламентарни | 4537    | 0.1 (14 място)  | 0 / 300                       | –   |         |
| 2009             | парламентарни | 19 636  | 0.29 (10 място) | 0 / 300                       | –   |         |
| 2012 (май)       | парламентарни | 440 966 | 6.97 (6 място)  | 21 / 300                      | 21  |         |
| 2012 (юни)       | парламентарни | 426 025 | 6.92 (5 място)  | 18 / 300                      | 3   |         |
| 2014             | европейски    | 536 442 | 9.40 (3 място)  | 3 / 21                        | 3   |         |
| 2015 (януари)    | парламентарни | 388 447 | 6.28 (3 място)  | 17 / 300                      | 1   |         |
| 2015 (септември) | парламентарни | 379 578 | 6.99 (3 място)  | 18 / 300                      | 1   |         |
| 2019             | европейски    | 275 821 | 4.88 (5 място)  | 0 / 21                        | 3   |         |
| 2019             | парламентарни | 165,709 | 2.93 (7 място)  | 0 / 300                       | 18  |         |

На изборите за Европейски парламент през 1999 година в коалиция с още една националистическа партия получават 48 532 гласа (0,75%).

## Арести и присъди
На 28 септември 2013 г. лидерът на партията Михалолиакос и други депутати и активисти на партията са арестувани по обвинения в образуване на престъпна организация и в провеждане на убийства и изнудвания, както и в репресии над имигранти. Активистите на партията продължават да бъдат в затвора в очакване на съдебен процес.
През октомври 2020 г. гръцкият съд обявява Златна зора за организирана престъпна група, виновна за убийство, физическо насилие и притежание на незаконно оръжие. Лидерите на партията, включително бивши депутати в гръцкия парламент, са осъдени на по 13 години затвор.